# Аминов, Густав Густавович
Густав Густавович Аминов (швед. Gustaf Fredrik Jakob Aminoff; 28 января [9 февраля] 1805 — 10 [22] марта 1868, Або) — русский военный деятель.

## Биография
Сын Густава Фёдоровича Аминова и Ловисы Якобины Сальсверд. 29 марта 1812 принят в Пажеский корпус. 2 июня 1826 произведен в корнеты гусарского принца Оранского полка. Участвовал в русско-турецкой войне 1828—1829 годов, был награжден орденом Святой Анны 4-й степени с надписью «За храбрость». Поручик (13.08.1828).
Участвовал в подавлении польского восстания. Штабс-ротмистр (6.06.1831), ротмистр (13.03.1832, со старшинством 28.11.1831). 31 января 1836 переведен в гусарский князя Витгенштейна полк, участвовал в боевых действиях на Кавказе. Майор (13.09.1837). Ранен в руку при штурме аула Ахульго.
17 февраля 1840 назначен командиром Моздокского полка Кавказского линейного казачьего войска. Подполковник (19.03.1840), полковник (9.08.1845). 13 августа 1846 назначен командиром 8-й бригады Кавказского линейного казачьего войска. 22 марта 1849 уволен от службы с мундиром и пенсией.
Был известен своей отвагой, и в войсках носил прозвище «Храбрый Аминов».
Ссыльный декабрист А. П. Беляев упоминает Аминова в своих воспоминаниях:

Густав Густавович был высокий, стройный, тонкий или скорей худощавый человек с правильными чертами красивого лица, большими усами и добрыми голубыми глазами. Он происходил от тех Аминовых, которые от свирепости Иоанна Грозного переселились в Швецию, почему и в лице его был виден тип шведа. Благороднейший, честнейший, правдивый человек, он при всей его иногда проявлявшейся пылкости, был чрезвычайно флегматичен, ходил мерною и важною поступью, никогда не торопился и все делал обдуманно. (…)
Нигде так не выражалась флегма Аминова, как когда в большой церковный колокол ударят в набат и очередная сотня казаков уже стоит у крыльца командира, и он начинает одеваться и ополчаться на брань. Колокол гудит, кони казаков нетерпеливо фыркают и роют землю, а он начинает медленно, не торопясь, надевать черкеску, затягивает пояс, привешивает шашку, затыкает за пояс кинжал, и все это с сигарой в зубах, закидывает за плечи ружье и тихим шагом выходит на крыльцо; подводят коня, он садится и на рысях сотня следует за ним. Надо сказать правду, что значительная причина этой медленности была его раненая под Ахульго рука, не поддававшаяся некоторым движениям и много мешавшая одеванию.— Беляев А. П. Воспоминания, с. 683—684

## Награды
- Орден Святой Анны 4-й ст. с надписью «За храбрость» (12.07.1828)
- Орден Святой Анны 3-й ст. с бантом (29.05.1830)
- Орден Святого Владимира 4-й ст. (18.12.1835)
- Орден Святого Станислава 2-й ст. (17.02.1840)
- Императорская корона к ордену Святого Станислава 2-й ст. (15.06.1842)
- Орден Святой Анны 2-й ст. (30.12.1847)
- Орден Святого Георгия 4-й ст. (26.11.1849; за выслугу)

Медали и знаки:
- Медаль «За турецкую войну» (1829)
- Знак отличия за военное достоинство 4-й ст. (1831)
- Медаль «За взятие штурмом Ахульго» (1839)

## Семья
Жена (6 (18) 07. 1851, Метсякюля): Эмилия Аминова (23.07 (4.08) 1810 — 14 (26) 01.1859, Або), дочь подполковника Вильгельма Бернта Аминова и Марии Ульрики Коллен